# Anastatus maculosus
Anastatus maculosus är en stekelart som beskrevs av Askew 2004. Anastatus maculosus ingår i släktet Anastatus och familjen hoppglanssteklar.
Artens utbredningsområde är:
- Portugal.
- Spanien.

Inga underarter finns listade i Catalogue of Life.